# DXF
DXF (Drawing Interchange Format) ist ein von Autodesk spezifiziertes Dateiformat zum CAD-Datenaustausch. Es wurde in das CAD-Programm AutoCAD integriert. 
Das DXF-Format wird von AutoDesk offen dokumentiert. Die meisten CAD- und CNC-Programme beherrschen den Import und Export von DXF, womit DXF als Industriestandard gilt und oft den kleinsten gemeinsamen Nenner zwischen CAD-Systemen bildet.

## Begriff
Die Herleitung der Bezeichnung DXF von „Data eXchange Format“ ist zwar naheliegend und gebräuchlich, aber falsch. Der Gründer von Autodesk John Walker sagte 1982: „Der Dateityp des Drawing Interchange File Formats wurde von DIF in DXF geändert, damit nicht irgendein Gonzo versucht, eine Zeichnung in Visicalc zu laden.“

## Allgemeines
Viele 2D-Elemente technischer Zeichnungen werden in DXF unterstützt.
DXF ist dimensionslos, der Empfänger einer DXF-Datei muss also die verwendete Einheit kennen.
Eine DXF-Datei gliedert sich hauptsächlich in die vier Hauptteile Kopf, Tabellen, Blöcke und geometrischer Teil der Zeichnung.

### Kopf
Der Kopf dient der Definition der grundlegenden Eigenschaften:
- Festlegungen über die Assoziativität von Bemaßungen
- Attribute für Maßketten
- Einstellungen für Rundungen
- globale Parameter für Schraffuren etc.
- Stiftbelegungen der Ausgabegeräte
- Position der lokalen und globalen Koordinatensysteme

### Tabellen
Der Tabellenabschnitt enthält die Informationen über die Darstellung verschiedener Elemente wie Farben, Strichstärken usw., die Darstellungen am Bildschirm, Papierbereiche und Ähnliches.

### Blöcke
Blockdefinitionen enthalten Informationen über Elemente, die zu Blöcken zusammengefasst sind. Beim Import werden die Blöcke oft aufgelöst, was den Speicherbedarf erhöht, wenn der Block oft referenziert wird.

### Geometrie
Im geometrischen Teil werden Linien, Polygone, Kreise, Kreisbogen, Texte und alle anderen Grundelemente mit verschiedenen Attributen wie Ebenen, Farbe, Strichstärke oder Linientyp gespeichert. 

## DXF-Versionen
Die DXF-Versionen haben Versionsnummern und werden umgangssprachlich der entsprechenden AutoCAD-Version zugeordnet, mit der die Version erstmals erzeugt werden kann. In AutoCAD lassen sich DXF-Daten von der eigenen Version oder einer früheren AutoCAD-Version einlesen. Am Anfang einer vollständigen DXF-Datei steht die Versionsnummer (ACnnn) der DXF-Version. Anhand dieser kann die benötigte Version von AutoCAD ermittelt werden. DXF ist abwärtskompatibel.
| Autocad-Version             | DXF-Version |
| --------------------------- | ----------- |
| Release 5 / Version 2.0     | AC1.50      |
| Release 6 / Version 2.1     | AC2.10      |
| Release 7 / Version 2.5     | AC1002      |
| Release 8 / Version 2.6     | AC1003      |
| Release 9                   | AC1004      |
| Release 10                  | AC1006      |
| Release 11/12               | AC1009      |
| Release 13                  | AC1012      |
| Release 14/14.01            | AC1014      |
| Release 2000/0i/2           | AC1015      |
| Release 2004/5/6            | AC1018      |
| Release 2007/8/9            | AC1021      |
| Release 2010/11/12          | AC1024      |
| Release 2013/14/15/16/17    | AC1027      |
| Release 2018/19/20/21/22/23 | AC1032      |

Unterstützte Geometrieelemente sind alle von Vektorprogrammen benötigte und benutzte Elemente wie Punkt, Linie, Kreisbogen, Kreis, Spline, Text, externe Symbole und Schriftarten, Blöcke, Bemaßungen, Regelflächen, einfache Freiformflächen, Solids sowie mit Flächen beschnittene Solids.